# Sofia Esterházy-Liechtenstein
Sofia del Liechtenstein, coniugata Esterházy (nome completo in tedesco Sophie Maria Josepha; Vienna, 5 settembre 1798 – Vienna, 17 giugno 1869), è stata una principessa e cortigiana austriaca.

## Biografia
Sofia Maria Giuseppa del Liechtenstein era la quartogenita e terza figlia di Giovanni I Giuseppe, principe del Liechtenstein (1760-1836), e di sua moglie la langravina Giuseppa di Fürstenberg-Weitra. 
Nel 1817 sposò il conte Vincent Esterházy, barone di Galántha (1787-1835). Suo marito era ciambellano imperiale e regio e maggiore generale. Dal matrimonio non nacquero figli.
La contesa Esterházy fu dama di corte e stretta confidente dell'arciduchessa Sofia, madre dell'imperatore Francesco Giuseppe I d'Austria, e da questa scelta per l'incarico di Oberhofmeister, la cosiddetta "prima dama della corte", per l'imperatrice Elisabetta, che la disprezzava e sospettava di essere spia dell'arciduchessa. Fu poi rimpiazzata da Pauline von Königsegg.

## Ascendenza
|                                                          |                                                  |                                                   | Genitori                                                           |  |  | Nonni |  |  | Bisnonni                   |  |  | Trisnonni                        |  |
|                                                          |                                                  |                                                   |                                                                    |  |  |       |  |  | Emanuele del Liechtenstein |  |  | Filippo Erasmo del Liechtenstein |  |
|                                                          |                                                  |                                                   |                                                                    |  |  |       |  |  | Emanuele del Liechtenstein |  |  | Filippo Erasmo del Liechtenstein |  |
|                                                          |                                                  | Cristina Teresa di Löwenstein-Wertheim-Rochefort  |                                                                    |  |  |       |  |  | Emanuele del Liechtenstein |  |  |                                  |  |
| Francesco Giuseppe I del Liechtenstein                   |                                                  |                                                   |                                                                    |  |  |       |  |  | Emanuele del Liechtenstein |  |  |                                  |  |
|                                                          |                                                  | Maria Anna Antonia di Dietrichstein-Weichselstädt | Carlo Magnus di Dietrichstein-Weichselstädt                        |  |  |       |  |  |                            |  |  |                                  |  |
|                                                          |                                                  | Maria Anna Antonia di Dietrichstein-Weichselstädt | Carlo Magnus di Dietrichstein-Weichselstädt                        |  |  |       |  |  |                            |  |  |                                  |  |
|                                                          |                                                  | Maria Anna Antonia di Dietrichstein-Weichselstädt | Maria Theresia von Trauttmansdorff-Weinsberg                       |  |  |       |  |  |                            |  |  |                                  |  |
| Giovanni I Giuseppe del Liechtenstein                    |                                                  | Maria Anna Antonia di Dietrichstein-Weichselstädt |                                                                    |  |  |       |  |  |                            |  |  |                                  |  |
|                                                          |                                                  | Francesco Filippo di Sternberg                    | Francesco Damiano di Sternberg                                     |  |  |       |  |  |                            |  |  |                                  |  |
|                                                          |                                                  | Francesco Filippo di Sternberg                    | Francesco Damiano di Sternberg                                     |  |  |       |  |  |                            |  |  |                                  |  |
|                                                          |                                                  | Francesco Filippo di Sternberg                    | Marie Josefa von Trauttmansdorff-Weinsberg                         |  |  |       |  |  |                            |  |  |                                  |  |
| Leopoldina di Sternberg                                  |                                                  | Francesco Filippo di Sternberg                    |                                                                    |  |  |       |  |  |                            |  |  |                                  |  |
|                                                          |                                                  | Maria Leopoldina di Starhemberg                   | Konrad Sigismund Anton von Starhemberg                             |  |  |       |  |  |                            |  |  |                                  |  |
|                                                          |                                                  | Maria Leopoldina di Starhemberg                   | Konrad Sigismund Anton von Starhemberg                             |  |  |       |  |  |                            |  |  |                                  |  |
|                                                          |                                                  | Maria Leopoldina di Starhemberg                   | Maria Leopoldine Elisabeth Renate zu Löwenstein-Wertheim-Rochefort |  |  |       |  |  |                            |  |  |                                  |  |
| Sofia del Liechtenstein, contessa Esterházy von Galántha |                                                  | Maria Leopoldina di Starhemberg                   |                                                                    |  |  |       |  |  |                            |  |  |                                  |  |
|                                                          | Ludwig Wilhelm August Egon di Fürstenberg-Weitra | Prosper di Fürstenberg-Stühlingen                 |                                                                    |  |  |       |  |  |                            |  |  |                                  |  |
|                                                          | Ludwig Wilhelm August Egon di Fürstenberg-Weitra | Prosper di Fürstenberg-Stühlingen                 |                                                                    |  |  |       |  |  |                            |  |  |                                  |  |
|                                                          | Ludwig Wilhelm August Egon di Fürstenberg-Weitra | Anna Sophia Eusebia von Königsegg-Rothenfels      |                                                                    |  |  |       |  |  |                            |  |  |                                  |  |
| Joachim Egon di Fürstenberg-Weitra                       | Ludwig Wilhelm August Egon di Fürstenberg-Weitra |                                                   |                                                                    |  |  |       |  |  |                            |  |  |                                  |  |
|                                                          |                                                  | Maria Anna Fugger von Kirchberg-Weissenhorn       | Maximilian Joseph Fugger von Kirchberg-Weissenhorn                 |  |  |       |  |  |                            |  |  |                                  |  |
|                                                          |                                                  | Maria Anna Fugger von Kirchberg-Weissenhorn       | Maximilian Joseph Fugger von Kirchberg-Weissenhorn                 |  |  |       |  |  |                            |  |  |                                  |  |
|                                                          |                                                  | Maria Anna Fugger von Kirchberg-Weissenhorn       | Maria Judith Isabella Euphrosyna Euphemia von Toerring             |  |  |       |  |  |                            |  |  |                                  |  |
| Giuseppa di Fürstenberg-Weitra                           |                                                  | Maria Anna Fugger von Kirchberg-Weissenhorn       |                                                                    |  |  |       |  |  |                            |  |  |                                  |  |
|                                                          |                                                  | Filippo Carlo di Oettingen-Wallerstein            | Giuseppe Antonio Carlo di Oettingen-Wallerstein                    |  |  |       |  |  |                            |  |  |                                  |  |
|                                                          |                                                  | Filippo Carlo di Oettingen-Wallerstein            | Giuseppe Antonio Carlo di Oettingen-Wallerstein                    |  |  |       |  |  |                            |  |  |                                  |  |
|                                                          |                                                  | Filippo Carlo di Oettingen-Wallerstein            | Maria Agnes Magdalene Fugger von Kirchberg-Weissenhorn             |  |  |       |  |  |                            |  |  |                                  |  |
| Sophia Maria di Oettingen-Wallerstein                    |                                                  | Filippo Carlo di Oettingen-Wallerstein            |                                                                    |  |  |       |  |  |                            |  |  |                                  |  |
|                                                          |                                                  | Carlotta Giuliana di Oettingen-Baldern            | Kraft Anton Wilhelm di Oettingen-Baldern                           |  |  |       |  |  |                            |  |  |                                  |  |
|                                                          |                                                  | Carlotta Giuliana di Oettingen-Baldern            | Kraft Anton Wilhelm di Oettingen-Baldern                           |  |  |       |  |  |                            |  |  |                                  |  |
|                                                          |                                                  | Carlotta Giuliana di Oettingen-Baldern            | Johanna Eleanore Maria von Schönborn                               |  |  |       |  |  |                            |  |  |                                  |  |
|                                                          |                                                  | Carlotta Giuliana di Oettingen-Baldern            |                                                                    |  |  |       |  |  |                            |  |  |                                  |  |